# Список астероїдів (19701—19800)
| Назва                               | Тимчасове позначення | Дата відкриття    | Місце відкриття            | Відкривач                            |
| ----------------------------------- | -------------------- | ----------------- | -------------------------- | ------------------------------------ |
| 19701 Aomori                        | 1999 SH19            | 29 вересня 1999   | Станція Андерсон-Меса      | LONEOS                               |
| (19702) 1999 SK23                   | 1999 SK23            | 30 вересня 1999   | Сокорро (Нью-Мексико)      | LINEAR                               |
| (19703) 1999 TJ4                    | 1999 TJ4             | 3 жовтня 1999     | Сокорро (Нью-Мексико)      | LINEAR                               |
| 19704 Медлок (Medlock)              | 1999 TU8             | 7 жовтня 1999     | Обсерваторія Гудзон        | Стів Бреді                           |
| (19705) 1999 TR10                   | 1999 TR10            | 7 жовтня 1999     | Вішнянська обсерваторія    | Корадо Корлевіч, Маріо Юріч          |
| (19706) 1999 TU11                   | 1999 TU11            | 10 жовтня 1999    | Вішнянська обсерваторія    | Корадо Корлевіч, Маріо Юріч          |
| 19707 Токунай (Tokunai)             | 1999 TZ12            | 8 жовтня 1999     | Обсерваторія Наніо         | Томімару Окуні                       |
| (19708) 1999 TM32                   | 1999 TM32            | 4 жовтня 1999     | Сокорро (Нью-Мексико)      | LINEAR                               |
| (19709) 1999 TT105                  | 1999 TT105           | 3 жовтня 1999     | Сокорро (Нью-Мексико)      | LINEAR                               |
| (19710) 1999 TC185                  | 1999 TC185           | 12 жовтня 1999    | Сокорро (Нью-Мексико)      | LINEAR                               |
| (19711) 1999 TG219                  | 1999 TG219           | 1 жовтня 1999     | Каталінський огляд         | Каталінський огляд                   |
| (19712) 1999 TL220                  | 1999 TL220           | 1 жовтня 1999     | Каталінський огляд         | Каталінський огляд                   |
| 19713 Ibaraki                       | 1999 TV228           | 3 жовтня 1999     | Станція Андерсон-Меса      | LONEOS                               |
| (19714) 1999 UD                     | 1999 UD              | 16 жовтня 1999    | Вішнянська обсерваторія    | Корадо Корлевіч                      |
| (19715) 1999 UA4                    | 1999 UA4             | 27 жовтня 1999    | Обсерваторія Ньйоска       | Стефано Спозетті                     |
| (19716) 1999 UH23                   | 1999 UH23            | 28 жовтня 1999    | Каталінський огляд         | Каталінський огляд                   |
| (19717) 1999 UZ40                   | 1999 UZ40            | 16 жовтня 1999    | Вішнянська обсерваторія    | Вішнянська обсерваторія              |
| 19718 Альбертджарвіс (Albertjarvis) | 1999 VF2             | 5 листопада 1999  | Лас-Крусес                 | Д. Діксон                            |
| 19719 Ґлассер (Glasser)             | 1999 VB9             | 9 листопада 1999  | Обсерваторія Фаунтін-Гіллс | Чарльз Джулз                         |
| (19720) 1999 VP10                   | 1999 VP10            | 9 листопада 1999  | Обсерваторія Оїдзумі       | Такао Кобаяші                        |
| 19721 Рей (Wray)                    | 1999 VW11            | 10 листопада 1999 | Обсерваторія Фаунтін-Гіллс | Чарльз Джулз                         |
| (19722) 1999 VU47                   | 1999 VU47            | 3 листопада 1999  | Сокорро (Нью-Мексико)      | LINEAR                               |
| (19723) 1999 VG87                   | 1999 VG87            | 4 листопада 1999  | Каталінський огляд         | Каталінський огляд                   |
| (19724) 1999 VR114                  | 1999 VR114           | 9 листопада 1999  | Каталінський огляд         | Каталінський огляд                   |
| (19725) 1999 WT4                    | 1999 WT4             | 28 листопада 1999 | Обсерваторія Оїдзумі       | Такао Кобаяші                        |
| (19726) 1999 XL                     | 1999 XL              | 1 грудня 1999     | Сокорро (Нью-Мексико)      | LINEAR                               |
| 19727 Аллен (Allen)                 | 1999 XS2             | 4 грудня 1999     | Обсерваторія Фаунтін-Гіллс | Чарльз Джулз                         |
| (19728) 1999 XQ14                   | 1999 XQ14            | 6 грудня 1999     | Сокорро (Нью-Мексико)      | LINEAR                               |
| (19729) 1999 XZ15                   | 1999 XZ15            | 6 грудня 1999     | Вішнянська обсерваторія    | Корадо Корлевіч                      |
| 19730 Макіавеллі (Machiavelli)      | 1999 XO36            | 7 грудня 1999     | Обсерваторія Фаунтін-Гіллс | Чарльз Джулз                         |
| 19731 Tochigi                       | 1999 XA151           | 9 грудня 1999     | Станція Андерсон-Меса      | LONEOS                               |
| (19732) 1999 XF165                  | 1999 XF165           | 8 грудня 1999     | Сокорро (Нью-Мексико)      | LINEAR                               |
| (19733) 1999 XA166                  | 1999 XA166           | 10 грудня 1999    | Сокорро (Нью-Мексико)      | LINEAR                               |
| (19734) 1999 XE175                  | 1999 XE175           | 10 грудня 1999    | Сокорро (Нью-Мексико)      | LINEAR                               |
| (19735) 1999 XN212                  | 1999 XN212           | 14 грудня 1999    | Сокорро (Нью-Мексико)      | LINEAR                               |
| (19736) 2000 AM51                   | 2000 AM51            | 4 січня 2000      | Сокорро (Нью-Мексико)      | LINEAR                               |
| (19737) 2000 AQ51                   | 2000 AQ51            | 4 січня 2000      | Сокорро (Нью-Мексико)      | LINEAR                               |
| 19738 Келінджер (Calinger)          | 2000 AS97            | 4 січня 2000      | Сокорро (Нью-Мексико)      | LINEAR                               |
| (19739) 2000 AL104                  | 2000 AL104           | 5 січня 2000      | Сокорро (Нью-Мексико)      | LINEAR                               |
| (19740) 2000 AG138                  | 2000 AG138           | 5 січня 2000      | Сокорро (Нью-Мексико)      | LINEAR                               |
| 19741 Каллаган (Callahan)           | 2000 AN141           | 5 січня 2000      | Сокорро (Нью-Мексико)      | LINEAR                               |
| (19742) 2000 AS162                  | 2000 AS162           | 4 січня 2000      | Сокорро (Нью-Мексико)      | LINEAR                               |
| (19743) 2000 AF164                  | 2000 AF164           | 5 січня 2000      | Сокорро (Нью-Мексико)      | LINEAR                               |
| (19744) 2000 AC176                  | 2000 AC176           | 7 січня 2000      | Сокорро (Нью-Мексико)      | LINEAR                               |
| (19745) 2000 AP199                  | 2000 AP199           | 9 січня 2000      | Сокорро (Нью-Мексико)      | LINEAR                               |
| (19746) 2000 AE200                  | 2000 AE200           | 9 січня 2000      | Сокорро (Нью-Мексико)      | LINEAR                               |
| (19747) 2000 AK245                  | 2000 AK245           | 9 січня 2000      | Сокорро (Нью-Мексико)      | LINEAR                               |
| (19748) 2000 BD5                    | 2000 BD5             | 27 січня 2000     | Сокорро (Нью-Мексико)      | LINEAR                               |
| (19749) 2000 CG19                   | 2000 CG19            | 2 лютого 2000     | Сокорро (Нью-Мексико)      | LINEAR                               |
| (19750) 2000 CM62                   | 2000 CM62            | 2 лютого 2000     | Сокорро (Нью-Мексико)      | LINEAR                               |
| (19751) 2000 CG63                   | 2000 CG63            | 2 лютого 2000     | Сокорро (Нью-Мексико)      | LINEAR                               |
| (19752) 2000 CH67                   | 2000 CH67            | 6 лютого 2000     | Сокорро (Нью-Мексико)      | LINEAR                               |
| (19753) 2000 CL94                   | 2000 CL94            | 8 лютого 2000     | Сокорро (Нью-Мексико)      | LINEAR                               |
| 19754 Паклементс (Paclements)       | 2000 CG95            | 8 лютого 2000     | Сокорро (Нью-Мексико)      | LINEAR                               |
| (19755) 2000 EH34                   | 2000 EH34            | 5 березня 2000    | Сокорро (Нью-Мексико)      | LINEAR                               |
| (19756) 2000 EW50                   | 2000 EW50            | 9 березня 2000    | Обсерваторія Мальорки      | Альваро Лопес-Ґарсіа, Рафаель Пачеко |
| (19757) 2000 GK1                    | 2000 GK1             | 2 квітня 2000     | Сокорро (Нью-Мексико)      | LINEAR                               |
| 19758 Жанелькоулсон (Janelcoulson)  | 2000 GH100           | 7 квітня 2000     | Сокорро (Нью-Мексико)      | LINEAR                               |
| (19759) 2000 GU146                  | 2000 GU146           | 12 квітня 2000    | Обсерваторія Галеакала     | NEAT                                 |
| (19760) 2000 GK160                  | 2000 GK160           | 7 квітня 2000     | Сокорро (Нью-Мексико)      | LINEAR                               |
| (19761) 2000 JP10                   | 2000 JP10            | 7 травня 2000     | Сокорро (Нью-Мексико)      | LINEAR                               |
| 19762 Лакраудер (Lacrowder)         | 2000 JQ57            | 6 травня 2000     | Сокорро (Нью-Мексико)      | LINEAR                               |
| 19763 Клімеш (Klimesh)              | 2000 MC              | 18 червня 2000    | Обсерваторія Галеакала     | NEAT                                 |
| (19764) 2000 NF5                    | 2000 NF5             | 7 липня 2000      | Сокорро (Нью-Мексико)      | LINEAR                               |
| (19765) 2000 NM11                   | 2000 NM11            | 10 липня 2000     | Обсерваторія Валінос       | Обсерваторія Валінос                 |
| 19766 Кейтідейвіс (Katiedavis)      | 2000 OH4             | 24 липня 2000     | Сокорро (Нью-Мексико)      | LINEAR                               |
| (19767) 2000 ON5                    | 2000 ON5             | 24 липня 2000     | Сокорро (Нью-Мексико)      | LINEAR                               |
| 19768 Еллендоун (Ellendoane)        | 2000 OX14            | 23 липня 2000     | Сокорро (Нью-Мексико)      | LINEAR                               |
| 19769 Долинюк (Dolyniuk)            | 2000 OP18            | 23 липня 2000     | Сокорро (Нью-Мексико)      | LINEAR                               |
| (19770) 2000 OP22                   | 2000 OP22            | 31 липня 2000     | Сокорро (Нью-Мексико)      | LINEAR                               |
| (19771) 2000 OF44                   | 2000 OF44            | 30 липня 2000     | Сокорро (Нью-Мексико)      | LINEAR                               |
| (19772) 2000 OU46                   | 2000 OU46            | 31 липня 2000     | Сокорро (Нью-Мексико)      | LINEAR                               |
| (19773) 2000 OJ50                   | 2000 OJ50            | 31 липня 2000     | Сокорро (Нью-Мексико)      | LINEAR                               |
| (19774) 2000 OS51                   | 2000 OS51            | 30 липня 2000     | Сокорро (Нью-Мексико)      | LINEAR                               |
| 19775 Медмондсан (Medmondson)       | 2000 PY              | 1 серпня 2000     | Сокорро (Нью-Мексико)      | LINEAR                               |
| 19776 Балеарс (Balears)             | 2000 PA5             | 4 серпня 2000     | Обсерваторія Амейя-де-Мар  | Жауме Номен                          |
| (19777) 2000 PU7                    | 2000 PU7             | 2 серпня 2000     | Сокорро (Нью-Мексико)      | LINEAR                               |
| 19778 Луїзгарсія (Louisgarcia)      | 2000 QE29            | 24 серпня 2000    | Сокорро (Нью-Мексико)      | LINEAR                               |
| (19779) 2000 QU53                   | 2000 QU53            | 25 серпня 2000    | Сокорро (Нью-Мексико)      | LINEAR                               |
| (19780) 2000 QE65                   | 2000 QE65            | 28 серпня 2000    | Сокорро (Нью-Мексико)      | LINEAR                               |
| (19781) 2000 QK68                   | 2000 QK68            | 26 серпня 2000    | Обсерваторія Чрні Врх      | Обсерваторія Чрні Врх                |
| (19782) 2000 QT68                   | 2000 QT68            | 30 серпня 2000    | Вішнянська обсерваторія    | Корадо Корлевіч                      |
| 19783 Антоніроманя (Antoniromanya)  | 2000 QF71            | 27 серпня 2000    | Обсерваторія Амейя-де-Мар  | Жауме Номен                          |
| (19784) 2000 QJ81                   | 2000 QJ81            | 24 серпня 2000    | Сокорро (Нью-Мексико)      | LINEAR                               |
| (19785) 2000 QU103                  | 2000 QU103           | 28 серпня 2000    | Сокорро (Нью-Мексико)      | LINEAR                               |
| (19786) 2000 QR104                  | 2000 QR104           | 28 серпня 2000    | Сокорро (Нью-Мексико)      | LINEAR                               |
| 19787 Бетсіґласс (Betsyglass)       | 2000 QV114           | 24 серпня 2000    | Сокорро (Нью-Мексико)      | LINEAR                               |
| 19788 Ханкер (Hunker)               | 2000 QV116           | 28 серпня 2000    | Сокорро (Нью-Мексико)      | LINEAR                               |
| 19789 Сьюзенджонсон (Susanjohnson)  | 2000 QP149           | 24 серпня 2000    | Сокорро (Нью-Мексико)      | LINEAR                               |
| (19790) 2000 RU10                   | 2000 RU10            | 1 вересня 2000    | Сокорро (Нью-Мексико)      | LINEAR                               |
| (19791) 2000 RV15                   | 2000 RV15            | 1 вересня 2000    | Сокорро (Нью-Мексико)      | LINEAR                               |
| (19792) 2000 RO33                   | 2000 RO33            | 1 вересня 2000    | Сокорро (Нью-Мексико)      | LINEAR                               |
| (19793) 2000 RX42                   | 2000 RX42            | 3 вересня 2000    | Сокорро (Нью-Мексико)      | LINEAR                               |
| (19794) 2000 RV49                   | 2000 RV49            | 5 вересня 2000    | Сокорро (Нью-Мексико)      | LINEAR                               |
| (19795) 2000 RJ50                   | 2000 RJ50            | 5 вересня 2000    | Сокорро (Нью-Мексико)      | LINEAR                               |
| (19796) 2000 RX50                   | 2000 RX50            | 5 вересня 2000    | Сокорро (Нью-Мексико)      | LINEAR                               |
| (19797) 2000 RO51                   | 2000 RO51            | 5 вересня 2000    | Сокорро (Нью-Мексико)      | LINEAR                               |
| (19798) 2000 RP51                   | 2000 RP51            | 5 вересня 2000    | Сокорро (Нью-Мексико)      | LINEAR                               |
| (19799) 2000 RT51                   | 2000 RT51            | 5 вересня 2000    | Сокорро (Нью-Мексико)      | LINEAR                               |
| (19800) 2000 RX51                   | 2000 RX51            | 5 вересня 2000    | Сокорро (Нью-Мексико)      | LINEAR                               |

| ← Астероїди 10001—20000 → |             |             |             |             |             |             |             |             |             |
| 10001—10100               | 11001—11100 | 12001—12100 | 13001—13100 | 14001—14100 | 15001—15100 | 16001—16100 | 17001—17100 | 18001—18100 | 19001—19100 |
| 10101—10200               | 11101—11200 | 12101—12200 | 13101—13200 | 14101—14200 | 15101—15200 | 16101—16200 | 17101—17200 | 18101—18200 | 19101—19200 |
| 10201—10300               | 11201—11300 | 12201—12300 | 13201—13300 | 14201—14300 | 15201—15300 | 16201—16300 | 17201—17300 | 18201—18300 | 19201—19300 |
| 10301—10400               | 11301—11400 | 12301—12400 | 13301—13400 | 14301—14400 | 15301—15400 | 16301—16400 | 17301—17400 | 18301—18400 | 19301—19400 |
| 10401—10500               | 11401—11500 | 12401—12500 | 13401—13500 | 14401—14500 | 15401—15500 | 16401—16500 | 17401—17500 | 18401—18500 | 19401—19500 |
| 10501—10600               | 11501—11600 | 12501—12600 | 13501—13600 | 14501—14600 | 15501—15600 | 16501—16600 | 17501—17600 | 18501—18600 | 19501—19600 |
| 10601—10700               | 11601—11700 | 12601—12700 | 13601—13700 | 14601—14700 | 15601—15700 | 16601—16700 | 17601—17700 | 18601—18700 | 19601—19700 |
| 10701—10800               | 11701—11800 | 12701—12800 | 13701—13800 | 14701—14800 | 15701—15800 | 16701—16800 | 17701—17800 | 18701—18800 | 19701—19800 |
| 10801—10900               | 11801—11900 | 12801—12900 | 13801—13900 | 14801—14900 | 15801—15900 | 16801—16900 | 17801—17900 | 18801—18900 | 19801—19900 |
| 10901—11000               | 11901—12000 | 12901—13000 | 13901—14000 | 14901—15000 | 15901—16000 | 16901—17000 | 17901—18000 | 18901—19000 | 19901—20000 |